# Pisinna boucheti
Pisinna boucheti is een slakkensoort uit de familie van de Anabathridae. De wetenschappelijke naam van de soort is voor het eerst geldig gepubliceerd in 1982 door Palazzi.